# Jean-Paul Betbeze
Jean-Paul Betbeze, né à Bagnères-de-Bigorre le 6 septembre 1949, est un économiste et professeur d'université français.

## Biographie

### Enseignement
Diplômé de HEC Paris (1972), il obtient le DEA 101 en Sciences des Organisations de l'université Paris-Dauphine (1974), passe un doctorat d'État en sciences économiques (1979) puis une thèse complémentaire (1980). Il enseigne aux universités de Caen et d'Amiens. En 1984, il passe l'agrégation des facultés de sciences économiques et obtient une chaire à l'université de Franche-Comté, qu'il conserve jusqu'en 1987, date à laquelle il rejoint l'université de Paris II (Panthéon-Assas) ((Magistère Banque Finance).

### Dirigeant
En 1989, il gagne le monde de l'entreprise et devient directeur des études économiques et financières du Crédit lyonnais.
En 2003, à l'occasion de l'absorption du Lyonnais par le Crédit agricole, il devient conseiller du président et du directeur général de Crédit agricole SA. De 2005 à janvier 2013, il est chef économiste et directeur des études économiques de cette société. En février 2013, il crée Betbeze Conseil avec son épouse et il reste au Crédit agricole en tant que conseiller senior.
En mai 2013 est annoncée son arrivée au cabinet Deloitte France.

### Divers
Membre du Cercle des économistes, il appartient également à la Commission économique de la nation et à l'International Conference of Commercial Bank Economists (ICCBE). Il a présidé la Commission des affaires économiques et financières de BusinessEurope, l'Union des industries de la communauté européenne (UNICE, actuelle BusinessEurope), la Société d'économie politique (SEP) et l'Association française des économistes d'entreprise (AFEDE). Il a été membre du Conseil d’analyse économique de 2004 à 2012 et président de l' Observatoire des délais de paiement de 2006 à 2009.
Depuis 2015, il est président du Cercle des épargnants.
Lors de l'élection présidentielle de 2017, il apporte son soutien à Emmanuel Macron.

## Principaux ouvrages
- Nouvelles d'Éco : Saison 1 - 2013/2014, CreateSpace Independent Publishing Platform, 2014
- Si ça nous arrivait demain…, Plon, 2013
- 100 jours pour défaire ou refaire la France, PUF, 2012
- Les 100 mots de l'Europe, avec Jean-Dominique Giuliani, président de la Fondation R.Schumann, PUF, coll. « Que sais-je ? », avril 2011. Prix 2012 Mieux comprendre l'Europe du centre de culture européenne de Saint-Jean-d'Angely (présidente du jury : Marie-Christine Vallet, directrice éditoriale Europe - Radio France)
- Quelles réformes pour sauver l'État ?, avec Benoît Cœuré, PUF, coll. « Cahiers du Cercle des économistes », 2011
- 2011, la France à quitte ou double, PUF, 2011
- Les 100 mots de la Chine, en collaboration avec André Chieng, PUF, 2010, trad. japonaise
- Les 100 mots de la banque, en collaboration avec Georges Pauget, PUF, 2010, 3e  éd.
- Crise : par ici la sortie, PUF, coll. « Hors collection », 2010
- Crise une chance pour la France, PUF, 2009
- Les 100 mots de l’économie, PUF, 2005, 5e  éd. 2011, trad. grecque, portugaise, arabe, espagnole
- Financer la recherche-développement, rapport du CAE, Documentation française, 2004
- La peur économique des Français, Odile Jacob, 2004 (prix spécial Turgot 2004)
- Les X commandements de la finance, Odile Jacob, 2003 (prix Risques/Les Échos 2004)
- L'investissement, PUF, 1990
- Économie de l'entreprise contemporaine, Nathan, 1989
- La conjoncture économique, PUF, coll. « Que sais-je ? », 1989[11]
- Manuel d'économie contemporaine, Nathan, 1987